# Anatolij Stepanovič Djatlov
Anatolij Stepanovič Djatlov (in russo Анатолий Степанович Дятлов?; Atamanovo, 3 marzo 1931 – Kiev, 13 dicembre 1995) è stato un ingegnere sovietico di origini russe.

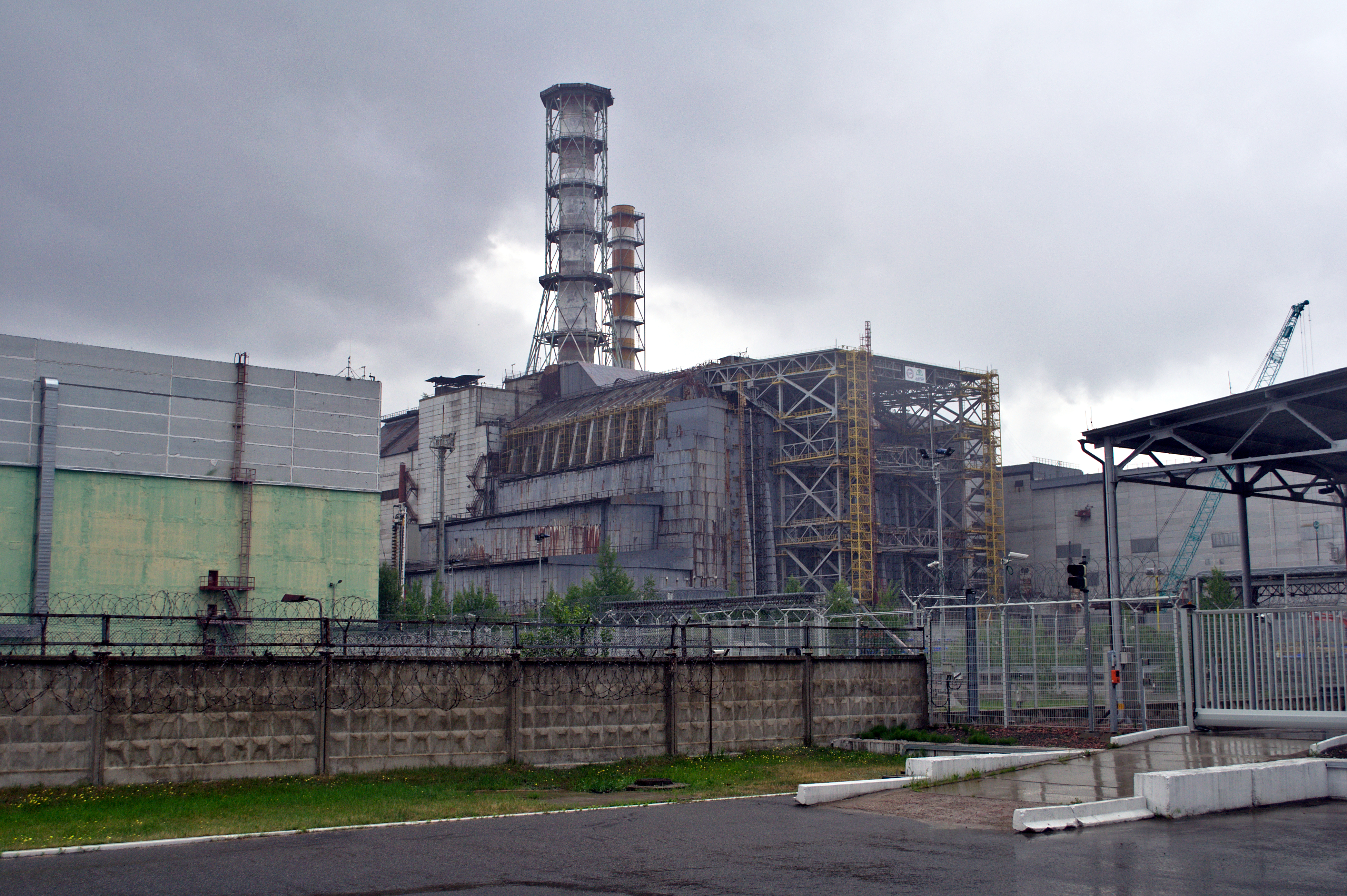
Reattore Chernobyl

Nominato vicecapo della centrale nucleare di Černobyl', fu il principale supervisore dei lavori condotti presso la stessa centrale, nonché uno dei responsabili del disastro avvenuto il 26 aprile 1986.

## Biografia
Djatlov nacque nel 1931 a Atamanovo, villaggio ad 80 km a nord-est di Krasnojarsk, in Russia (ai tempi Unione Sovietica). Nel 1959, si laureò in ingegneria presso l'Istituto d'ingegneria fisica di Mosca. Dopo la laurea, lavorò presso un impianto di costruzione navale, a Komsomol'sk-na-Amure, come installatore di reattori in sottomarini. Nel 1973 si trasferì nella neonata cittadina di Pryp"jat', in Ucraina, per lavorare alla costruzione della nuova centrale nucleare di Černobyl'. La sua esperienza ultradecennale con i reattori nucleari della marina sovietica lo rese uno dei dirigenti di più alto livello all'interno della centrale. Una volta entrata in funzione rimase in carica come vicedirettore tecnico, incaricato dei reattori 3 e 4.

### Disastro di Černobyl'
Il 26 aprile 1986 Djatlov, in qualità di vicedirettore tecnico della centrale, supervisionò e diresse il test del reattore 4, che portò al peggior incidente nella storia verificatosi in una centrale nucleare. Nel 1987 venne processato e giudicato colpevole "per cattiva gestione su imprese potenzialmente esplosive"; venne condannato a dieci anni di carcere, ma fu amnistiato nel 1990. In seguito Djatlov scrisse un libro in cui sosteneva che la cattiva progettazione impiantistica, anziché il personale della centrale, fu il principale responsabile dell'incidente. Durante l'incidente, Djatlov assorbì una dose di radiazione pari a 390 rem (3,9 Sv). 

### Morte
Morì a Kiev per insufficienza cardiaca nel 1995.

## Nei media
È stato interpretato da Roger Alborough nel film della BBC Surviving Disaster: Chernobyl Nuclear Disaster e da Paul Ritter nel 2019 nella miniserie televisiva Chernobyl, prodotta dalla HBO.